# Гуаньлун
Гуаньлун (лат. Guanlong, от кит. упр. 冠龙, пиньинь Guānlóng, палл. Гуаньлун, буквально: «увенчанный короной дракон») — род хищных ящеротазовых динозавров из семейства процератозаврид, живших во времена верхнеюрской эпохи (оксфордский век) на территории современной провинции Синьцзян (Китай). В род включают единственный вид — Guanlong wucaii, видовое название которого образовано от кит. упр. 五彩冠龙, пиньинь Wŭcái Guānlóng, палл. Уцай Гуаньлун.

## Возраст
Возраст находки около 160 млн лет, что на 92 млн лет раньше появления более известных его родственников, таких как тираннозавр. Это один из самых древних представителей надсемейства тираннозавроид. Обнаружен экспедицией палеонтологов из университета Джорджа Вашингтона в 2000 году и описан в 2006 году как новые вид и род.

## Описание
Длина около 3 метров. Найдено два скелета. Этот двуногий теропод разделяет много общих черт с тираннозавровыми потомками его родственников, и также имел некоторые необычные признаки например, большой гребень на голове. В отличие от более поздних тираннозавров, гуаньлун имел три длинных пальца на передних конечностях. Этим он напоминает своего близкого родственника Dilong, и подобно которому, возможно, имел оперение из примитивных перьев.
Обитал на территории современной пустыни Гоби.